# 10785 Dejaiffe
A 10785 Dejaiffe (ideiglenes jelöléssel 1991 RD12) a Naprendszer kisbolygóövében található aszteroida. Eric Walter Elst fedezte fel 1991. szeptember 4-én.